# Ujong Tanjong (Darul Makmur)
Ujong Tanjong is een bestuurslaag in het regentschap Nagan Raya van de provincie Atjeh, Indonesië. Ujong Tanjong telt 369 inwoners (volkstelling 2010).